# Paul Klaproth

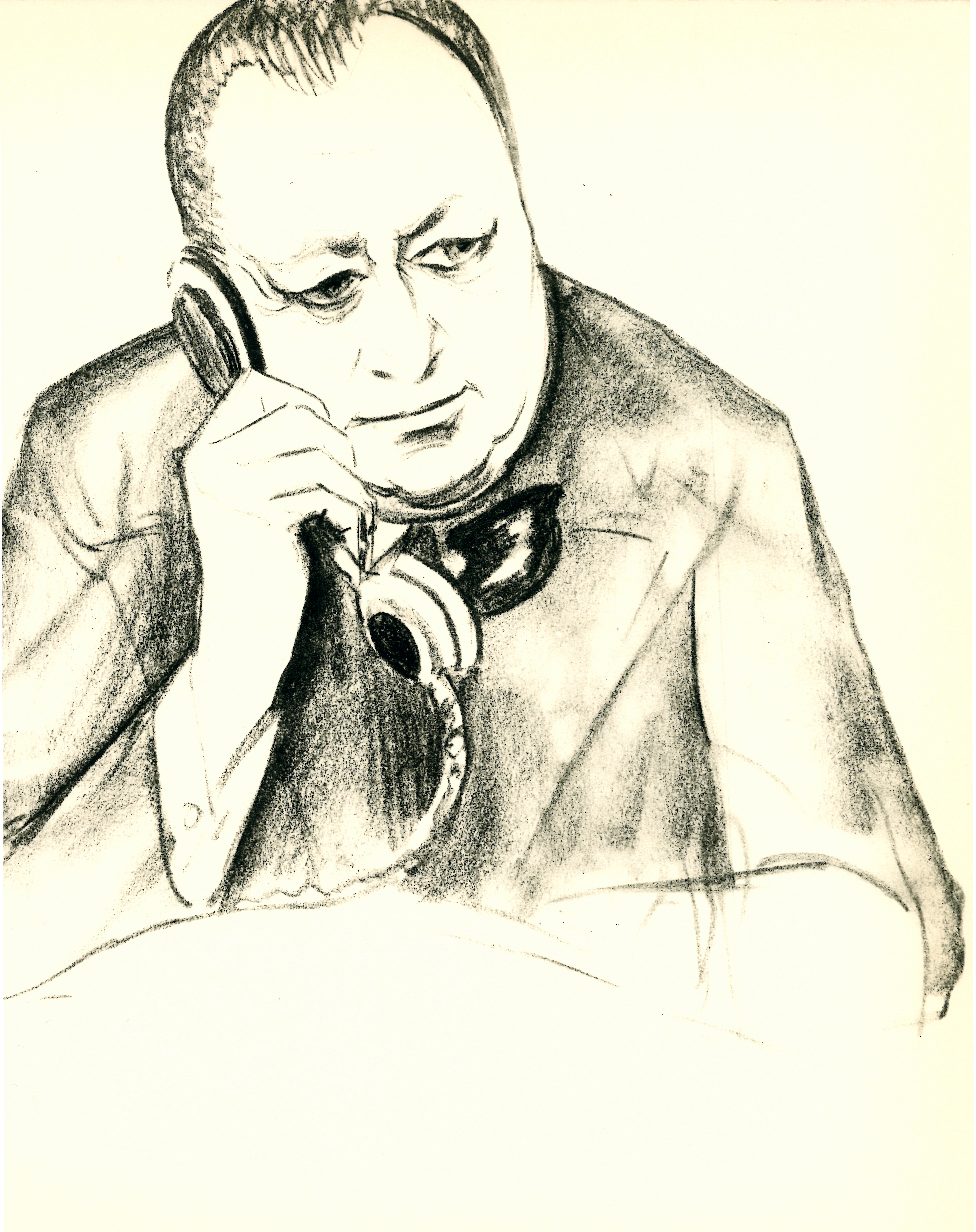
Paul Klaproth am Fernsprechapparat;
Zeichnung von August Heitmüller, um 1929

Paul Klaproth (* 11. Oktober 1862 in Gotha; † 19. Mai 1947 in Zürich) war ein deutscher Kommerzienrat, Generalkonsul und Bankier, der durch Aufsichtsrat-Mandate Einfluss auf die wirtschaftliche und industrielle Entwicklung verschiedener Unternehmen im Großraum Hannover ausübte.

## Leben

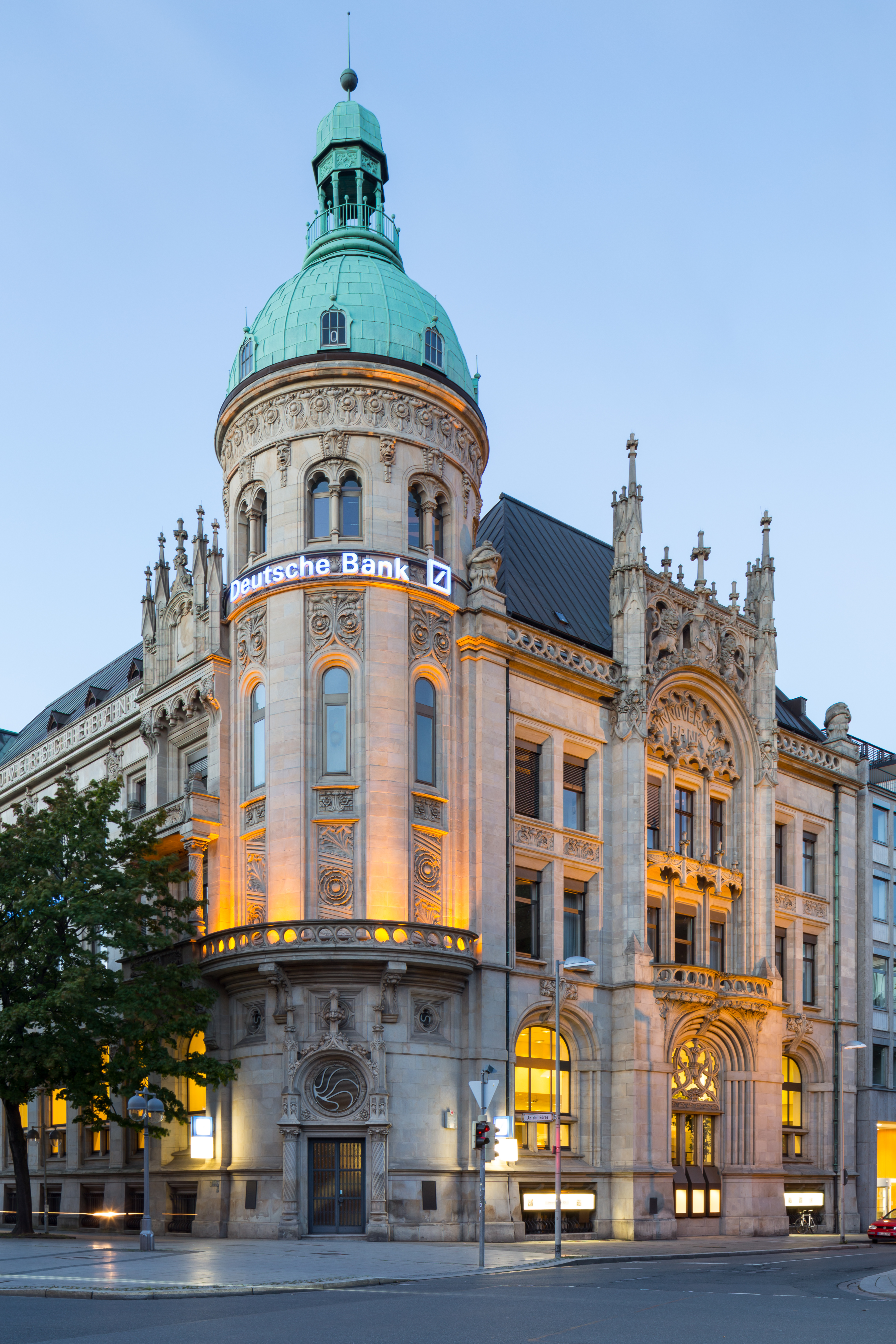
Gebäude der Hannoverschen Bank am Georgsplatz, wo Generaldirektor Paul Klaproth die Fusion mit der Deutschen Bank einleitete

Paul Klaproth kam Ende der 1890er Jahre aus Mannheim nach Hannover, wo er dann länger als ein Vierteljahrhundert Mitglied im Vorstand der Hannoverschen Bank war. Später wurde er Mitglied im Aufsichtsrat der Deutschen Bank sowie Vorsitzender des Ausschusses für die Niederlassungen der Deutschen Bank in Hannover.
Seit dem Jahr 1900 saß er als Vertreter der Deutschen Bank im Aufsichtsrat der Teutonia Misburger Portland-Cementwerk AG, wo er von 1908 bis zu seinem Ausscheiden am 30. Juni 1933 Aufsichtsratsvorsitzender war.
Ebenfalls für die Deutsche Bank saß Klaproth ab 1902 im Aufsichtsrat der Misburg Portland-Cementfabrik Kronsberg AG. Zudem stand er nahezu zwei Jahrzehnte an der Spitze des Aufsichtsrats der Hanomag.
Klaproth pflegte enge Beziehungen zur Braunschweigischen Bank und zur Hildesheimer Bank, die er beide übernehmen wollte. Als Generaldirektor der Hannoverschen Bank, der mit Paul Mankiewitz, dem Vorstandssprecher der Deutschen Bank, eine umfangreiche Korrespondenz führte, sah Klaproth die 1920 dann erfolgte „[…] Fusion mit der Deutschen Bank [… als] Höhepunkt seiner Karriere“.
Als Direktor der Deutschen Bank saß er außerdem in den Aufsichtsräten der Deutschen Bank in Berlin, der Preußischen Boden-Credit-Aktienbank in Berlin sowie der Vereinsbrauerei Herrenhausen in Hannover. Seinem Einfluss und seinen Verdiensten um das Allgemeinwohl entsprechend wurde er mit dem Ehrentitel Kommerzienrat ausgezeichnet.
Am 1. Juli 1922 verlieh die Technische Hochschule Hannover Paul Klaproth die Ehrenbürgerwürde.
Für seine Verdienste um die Industrie ehrte ihn die Technische Hochschule Braunschweig der Ehrendoktorwürde (als Dr.-Ing. e.h.).
Klaproth nahm darüber hinaus die Aufgaben des Königlich Bulgarischen Generalkonsuls wahr. Im Frühjahr 1928 verließ er Hannover und verlegte seinen Wohnsitz nach Zürich.

## Paul-Klaproth-Straße
Die um 1922 im hannoverschen Stadtteil Linden-Süd angelegte Paul-Klaproth-Straße, eine Erschließungsstraße auf dem Gelände der Hanomag, wurde 1936 in Hanomagstraße umbenannt und später unter Einbeziehung in das private Werksgelände aufgehoben. (Den Namen Hanomagstraße trägt stattdessen seit 1967 die benachbarte frühere Hamelner Straße.)

## Archivalien
Als Archivalien von und über Paul Klaproth finden sich beispielsweise:
- für den Zeitraum von 1904 bis 1919 ein Einkommens- und Vermögensnachweis Klaproths im Niedersächsischen Landesarchiv (Standort Hannover) im Register 141, Nr. 288;[4]
- Korrespondenz zwischen Paul Klaproth und Paul Mankiewitz um die Zeit der Fusion der Hannoverschen Bank mit der Deutschen Bank im Archiv des Historischen Instituts der Deutschen Bank.[6]